# Frits Wiersma
Frits Wiersma (Nieuwer-Amstel, Holanda del Nord, 27 d'agost de 1894 - Purmerend, 13 de gener de 1984) va ser un ciclista neerlandès que fou professional entre 1913 i 1929. Especialista en mig fons, en el seu palmarès destaquen tres campionats nacionals en ruta, el 1913, 1919 i 1920. Entre 1936 i 1968 va exercir d'entrenador en diferents clubs ciclistes.

## Palmarès
- 1913
  -  Campió dels Països Baixos en ruta
- 1919
  -  Campió dels Països Baixos en ruta
  - 4t al Tour de Flandes
- 1920
  -  Campió dels Països Baixos en ruta